# Falconbridge
Falconbridge Ltd. (TSX: FAL.PR.A, TSX: FAL.PR.B) — канадская горнодобывающая компания. Штаб-квартира расположена в Торонто.
19,8 % акций Falconbridge принадлежит швейцарской Xstrata, остальное — в управлении инвестфондов. 11 октября 2005 года канадская горнодобывающая компания Inco сделала предложение о покупке Falconbridge за $12 млрд (в мае 2006 года сумма предложения была увеличена до $17,5 млрд). В свою очередь, Xstrata в мае 2006 года сделала акционерам Falconbridge аналогичное предложение на сумму $14,6 млрд.

## История
В 1928 году опытный старатель и бизнесмен Тайер Линдсли приобрел права на добычу полезных ископаемых, содержащие богатые залежи никелевомедной руды в районе к северо-востоку от Садбери. Эти утверждения были установлены еще в 1901 году, когда Томас Эдисон сделал первоначальное открытие рудного тела Фальконбридж, но оставались неразработанными до тех пор, пока  Покупка Линдсли. Вскоре после этого началось планирование и строительство корпоративного городка для размещения и обслуживания рабочих будущих шахт. Сообщество с коммунальными услугами и медицинским центром было названо Фалконбридж по названию географического городка, в котором он располагался. Точно так же компания стала известна как Falconbridge Nickel Mines Limited.
Всего через год, в 1929 году, новая компания приобрела Nikkelraffineringsverk (Никелерафинирующий завод шв.) в Кристиансанн, Норвегия. Это расширило ее деятельность, но, что более важно, компания также получила права на процесс рафинирования никеля.
Операции на площадке Falconbridge расширились в начале 1930-х годов. К 1930 году руда из подземного рудника добывалась со скоростью 250 тонн в день, а ближайший плавильный завод работал для переработки материала. В 1932 году начали работу мельница и аглофабрика.
В течение 1950-х и 1960-х годов произошло значительное расширение операций бассейна Садбери, включая около двенадцати новых рудников. Весь извлеченный никель, медь и меньшее количество других материалов, включая платиноиды. Тем временем предприятие Nikkelraffineringsverk начало извлекать кобальт наряду с предыдущими добычами в 1952 году, используя новый процесс очистки.
В 1962 году Falconbridge приобрела Ventures Limited, включая ее многочисленные международные операции и инфраструктуру геологоразведки, что позволило продолжить расширение и рост за пределами Канады.
В 1971 году в Бонао, Доминиканская Республика, начал работу горно-обогатительный комбинат Falconbridge Dominicana (Falcondo).  На этом объекте использовалась новая технология восстановления и плавки, превосходящая процесс в печи.
Чтобы помочь развитию сообщества, в 1989 году был основан Фонд Falcondo, который стал пионером в области корпоративной социальной ответственности природных ресурсов.
В 1977 году Falconbridge запатентовала процесс рафинирования никеля хлорным выщелачиванием, который был разработан собственными силами.
В конце 1970-х компания вместе с Inco сыграла роль в усилиях по восстановлению окружающей среды, предпринятых в регионе Садбери. В рамках этого был открыт новый, более производительный плавильный завод, а также предприятие по производству серной кислоты. Хотя это химическое вещество и было источником значительного экологического ущерба, ввиду специфических выбросов производства (в результате реакции получалась двуокись серы, которая выбрасывалась в атмосферу), новый завод по производству кислоты позволил значительно снизить этот эффект за счет катализа реакции перед выбросом, получая при этом дополнительный доход от продажи кислоты.
К 1984 году коммерческие запасы первоначальной шахты Falconbridge были исчерпаны.  Производство продолжалось на нескольких других объектах в районе Садбери.  Компания расширилась в северном Онтарио, приобретя шахту Кидд в Тимминсе, Онтарио.  Расширение продолжалось в 1990-х годах, когда был открыт новый рудник в Садбери и один в Раглане, северный Квебек, хотя Falconbridge проиграл торговую войну с Inco за месторождение в Войзи-Бей. В новом столетии появилось больше приобретений, в том числе рудник Монкальм в Тимминсе, проект "Кабанга" в Танзании и рудник Ломас Баяс в Чили.
В июне 2005 года Falconbridge объединилась с Noranda, ранее владевшей 58,4% акций, и продолжила свое существование под названием Falconbridge Limited.  Noranda привнесла значительное разнообразие в бизнес, включая операции по добыче бокситов и переработке электронного оборудования.

## Деятельность
Компания Falconbridge добывает и выплавляет никель, медь, алюминий, цинк. Предприятия компании расположены в 18 странах мира, в том числе в Канаде, США, Чили, Перу, Доминиканской Республике.
Выручка за 2005 год составила $8,1 млрд, чистая прибыль — $872 млн.

## Поглощение Xstrata
На момент поглощения компания Falconbridge вела крупные операции в бассейне Садсбери и вокруг него, включая рудник Крейга, рудник Фрейзер, рудник Тайер Линдсли, подземные медно-никелевые рудники, а также мельницу (Strathcona), никелевый металлургический комбинат, завод серной кислоты и технологический центр. В 2005 году компания Falconbridge приступила к этапу определения месторождений в Южном руднике Nickel Rim недалеко от аэропорта Садбери.
Очистка металлов больше не производилась в Садбери компанией Falconbridge, а выполнялась на ее предприятии Falconbridge Nikkelverk в Кристиансанне.
Другим канадским предприятием был участок шахты Кидд в Тимминсе, Онтарио, который включает в себя подземный цинковомедный рудник, мельницу, медеплавильный завод и медеперерабатывающий завод, цинковый завод, индиевый завод, кадмиевый завод и завод серной кислоты. Falconbridge также управлял подземным никелевым рудником Монкальм к западу от Тимминса. Другие объекты были расположены в Квебеке, Онтарио (Руан-Норанда: медеплавильный завод Хорне; Монреаль: медеплавильный завод CCR; Салаберри-де-Валлифилд: Цинковый завод CEZ; Нунавик: подземный никелевомедный рудник и завод Раглан) и Батерсте, Нью-Брансуик (Брансуикский подземный цинковый/свинцовый рудник, свинцовый  плавильный и свинцовый заводы, а также серебряные заводы).
Предприятия по переработке меди и драгоценных металлов находились в Бремптоне, Онтарио; Ист-Провиденсе, Род-Айленд; Ла-Верне, Теннесси; Розвилле, Калифорния; Сан-Хосе, Калифорния; и Пенанге, Малайзия.
Falconbridge также управляла алюминиевым заводом в Нью-Мадриде, штат Миссури, и глиноземным заводом в Грамерси, штат Луизиана. Алюминий, произведенный на этих заводах, был подготовлен на одном из четырех прокатных станов, расположенных в Хантингдоне, Теннесси (2 стана);  Солсбери, Северная Каролина (1 стан); и Ньпорте, Арканзас (1 стан).
Проекты в Центральной Америке и Карибском бассейне включали рудник Сент-Энн (добыча бокситов) в Дискавери-Бей, Ямайка, а также карьер Falcondo по добыче и переработке никеля в Бонао,  Доминиканская Республика.
Недвижимость в Южной Америке была в основном месторождениями меди, такими как медно-цинковый карьер Антамина на севере Перу; карьер Коллахуаси (добыча меди и молибдена), мельница, завод жидкостной экстракции и электролизный завод на севере Чили; медный карьер Ломас Баяс (включая завод жидкостной экстракции и электролизный завод), а также медеплавильный завод Альтонорте на севере Чили.
Falconbridge также владел Boeing 737-200 (регистрационный C-FFAL).  Самолет базируется в Торонто, Международный аэропорт Пирсон.  После поглощения самолет был перекрашен в ливрею Xstrata и до сих пор эксплуатируется.